# Phrynobatrachus albomarginatus
Phrynobatrachus albomarginatus är en groddjursart som beskrevs av De Witte 1933. Phrynobatrachus albomarginatus ingår i släktet Phrynobatrachus och familjen Phrynobatrachidae. IUCN kategoriserar arten globalt som otillräckligt studerad. Inga underarter finns listade i Catalogue of Life.